# Liste der Monuments historiques in Hédouville
Die Liste der Monuments historiques in Hédouville führt die Monuments historiques in der französischen Gemeinde Hédouville auf.

## Liste der Bauwerke
| Bezeichnung              | Beschreibung | Standort | Kennzeichnung | Schutzstatus | Datum | Bild           |
| ------------------------ | ------------ | -------- | ------------- | ------------ | ----- | -------------- |
| Kirche La Sainte-Trinité |              | (Lage)   | PA00080090    | Inscrit      | 1926  | weitere Bilder |